# Zoran Lubej
Zoran Lubej, slovenski rokometaš, * 14. december 1975, Celje. 
Lubej je za Slovenijo nastopil na Poletnih olimpijskih igrah 2000 v Sydneyju, kjer je z reprezentanco osvojil osmo mesto. Bil je tudi član srebrne reprezentance na Evropskem prvenstvu 2004 v Sloveniji.